# Viera (Floride)
Pour les articles homonymes, voir Viera.
Viera est une ville nouvelle américaine située dans le comté de Brevard, dans l'État de Floride. 

## Histoire
La ville a été construite sur d'anciennes terres agricoles.

## Démographie
La ville est divisée en deux secteurs statistiques, Viera Est et Viera Ouest. Au recensement de la population américaine de 2010, Viera Est comptait 10757 habitants et Viera Ouest 6641 habitants.

## Sport

### Baseball
La ville possède un stade de baseball, le Space Coast Stadium, d'une capacité de 5500 places. Il a été le stade des entraînements de printemps des Expos de Montréal jusqu'en 2004, et est depuis 2005 celui des Nationals de Washington. Il est également le domicile des Manatees du comté de Brevard évoluant en Ligue de l'État de Floride, et des Nationals de la Côte du Golfe évoluant en Ligue de la Côte du Golfe.